# Einhausen (Hesse)
Einhausen é um município da Alemanha, situado no distrito de Bergstrasse, no estado de Hesse. Tem 26,67 km² de área, e sua população em 2019 foi estimada em 6.427 habitantes.